# Bikal
Bikal (deutsch Wickerl) ist eine Gemeinde in Ungarn. Die etwa 750 Einwohner (Stand 2011) zählende Gemeinde liegt im nördlichen Teil des Komitat Baranya. 
Das Klima ist sowohl im Sommer als auch im Winter relativ mild. Die jährliche Durchschnittstemperatur liegt bei 10 bis 10,5 °C.

## Sehenswürdigkeiten
- Römisch-katholische Kirche Szent Anna, erbaut 1797
- Evangelische Kirche, erbaut 1869
- Schloss Puchner (Puchner-kastély)

## Partnerstädte
- Sugenheim, Deutschland
- Gützkow, Deutschland
- Hidaskürt, Slowakei
- Bicălatu, Rumänien